# Dagmar Beiersdorf
Dagmar Beiersdorf (* 1. April 1944 in Berlin; † vor oder am 1. Februar 2025 ebenda) war eine deutsche Filmemacherin und Malerin.

## Leben
Nachdem die Mutter vor den Bombenangriffen des Zweiten Weltkriegs aus Berlin nach Mecklenburg geflohen war, kehrte sie mit Dagmar Beiersdorf und deren Bruder 1947 in die Stadt zurück. Der Vater fiel in Dagmar Beiersdorfs Geburtsjahr als Soldat und die Mutter zog die Kinder allein groß. Nach dem Abitur begann Beiersdorf in West-Berlin ein Studium der Publizistik und der Theaterwissenschaften, welches sie jedoch abbrach, um als Regieassistentin beim Film zu arbeiten. 1967 begegnete sie dem gleichaltrigen Ex-Kommilitonen Lothar Lambert, eine jahrzehntelange künstlerische Kooperation und persönliche Freundschaft begann. Sie brachte ihn mit ihrem Freund Wolfram Zobus zusammen und trat 1972 in Ex und hopp auf, dem ersten abendfüllenden Film von Lambert und Zobus, der veröffentlicht wurde. Auch an vielen weiteren Arbeiten des ab 1976 ohne Zobus Regie führenden Lambert wirkte sie – teils ungenannt – mit, als Darstellerin, Co-Drehbuchautorin, Kamerafrau oder Regieassistentin. Umgekehrt war Lambert an Beiersdorfs Filmen vor wie hinter der Kamera beteiligt.
Nach seinem Vorbild produzierte und inszenierte sie 1977 ihren Erstling Puppe kaputt, der – ganz dem Zeitgeist gemäß – die Emanzipation einer Frau behandelt. Auch ihre weiteren Werke entstanden meist mit minimalem Budget und zum großen Teil mit Freunden als (Laien-)Darstellern. Wegen dieser Produktionsbedingungen und der für damalige Verhältnisse ungewöhnlich direkten Darstellung von Intimitäten wurden sie – wie zahlreiche Filme Lamberts – dem „Undergroundkino“ zugeordnet. Zu einer gemeinsamen Regie von Beiersdorf und Lambert kam es jedoch nur einmal: 1986 mit der vergleichsweise aufwendigen Fernsehkoproduktion Der sexte Sinn. 1982 lief Dagmar Beiersdorfs zweiter Film Dirty Daughters oder Die Hure und der Hurensohn, ein Drama um eine junge Berliner Prostituierte und einen libanesischen Asylbewerber, auf der Berlinale.
1992 inszenierte Beiersdorf mit Eine Tunte zum Dessert, einer Fortsetzung von Die Wolfsbraut, ihren  letzten Spielfilm. Ihre letzte Regiearbeit Kuck mal, wer da filmt! ist eine Dokumentation über Lothar Lambert und seine Filme, damit zwangsläufig aber auch über ihre eigene Bio- und Filmographie. Seit den 1990er-Jahren widmete sich Dagmar Beiersdorf verstärkt der Malerei, darin ihrem Mann Mustafa Iskandarani (Künstlername: Iskan) folgend, der in diversen Streifen von ihr wie von Lothar Lambert auftrat. Dagmar Beiersdorf lebte in Berlin.

## Filmografie (Auswahl)

### Regie
- 1977: Puppe kaputt
- 1981: Dirty Daughters oder Die Hure und der Hurensohn
- 1984: Die Wolfsbraut
- 1986: Der sexte Sinn (Co-Regie: Lothar Lambert)
- 1992: Eine Tunte zum Dessert
- 1997: Kuck mal, wer da filmt!

### Schauspiel
- 1972: Ex und hopp (Regie: Lothar Lambert und Wolfram Zobus)
- 1977: Nachtvorstellungen (Regie: Lothar Lambert)
- 1979: Now or Never (Regie: Lothar Lambert)
- 1979: Tiergarten (Regie: Lothar Lambert)
- 1980: Die Alptraumfrau (Regie: Lothar Lambert)
- 1981: Dirty Daughters oder Die Hure und der Hurensohn (Regie: Dagmar Beiersdorf)
- 1981: Fucking City (Regie: Lothar Lambert)
- 1983: Fräulein Berlin (Regie: Lothar Lambert)
- 1984: Drama in Blond (Regie: Lothar Lambert)
- 1986: Die Liebeswüste (Regie: Lothar Lambert)
- 1987: Verbieten verboten (Regie: Lothar Lambert)
- 1988: Liebe, Tod und kleine Teufel (Regie: Lothar Lambert)
- 1989: Du Elvis, ich Monroe (Regie: Lothar Lambert)
- 1993: Gut drauf, schlecht dran (Regie: Lothar Lambert)
- 1995: In Haßliebe Lola (Regie: Lothar Lambert)